# Храм Михаила Архангела в Овчинниках
Храм Михаила Архангела в Овчинниках — православный храм, принадлежащий к Москворецкому благочинию Московской городской епархии Русской Православной Церкви. Построен в XVII веке и затем несколько раз перестраивался. Является памятником архитектуры федерального значения.
Находится по адресу Средний Овчинниковский переулок, 7. Настоятель — протоиерей Сергий Селезнев

## История
Храм построили в первой половине XVII века в московской Овчинной слободе, главный престол был освящён во имя Покрова Богородицы. Изначально небольшой четверик с трёхчастной апсидой завершался тремя главами, установленными над пирамидой кокошников. Храм несколько раз перестраивался. Во второй половине XVII века расширялась трапезная, а с юга был пристроен придел Архангела Михаила. Около 1700 года трапезная была вновь расширена, и была сооружена колокольня типа восьмерик на четверике. Примерно в это же время на окнах апсиды появились наличники. В конце XVIII крыша храма была заменена на четырёхскатную, в результате чего были утрачены кокошники и боковые главы.

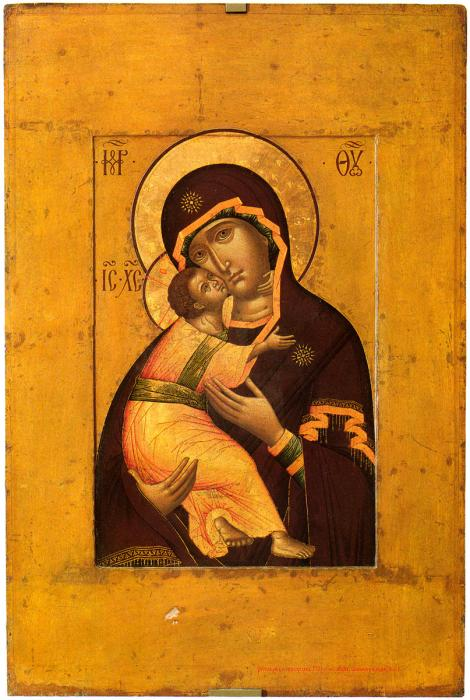
Икона Владимирской Богоматери

В начале 1930-х годов храм закрыли. В 1955—1961 годах рядом было построено административное здание, и церковь оказалось в его внутреннем дворе. В 1950—1970-х годах в церкви проводились реставрационные работы. В 1997 году храм был возвращён православной церкви, возобновились богослужения.
Древние храмовые иконы — «Суббота Всех Святых» (1642) и Владимирской Богоматери (1652, С. Ф. Ушаков) — находятся в собрании Третьяковской галереи.

## Престолы
- Покрова Пресвятой Богородицы
- Архангела Михаила

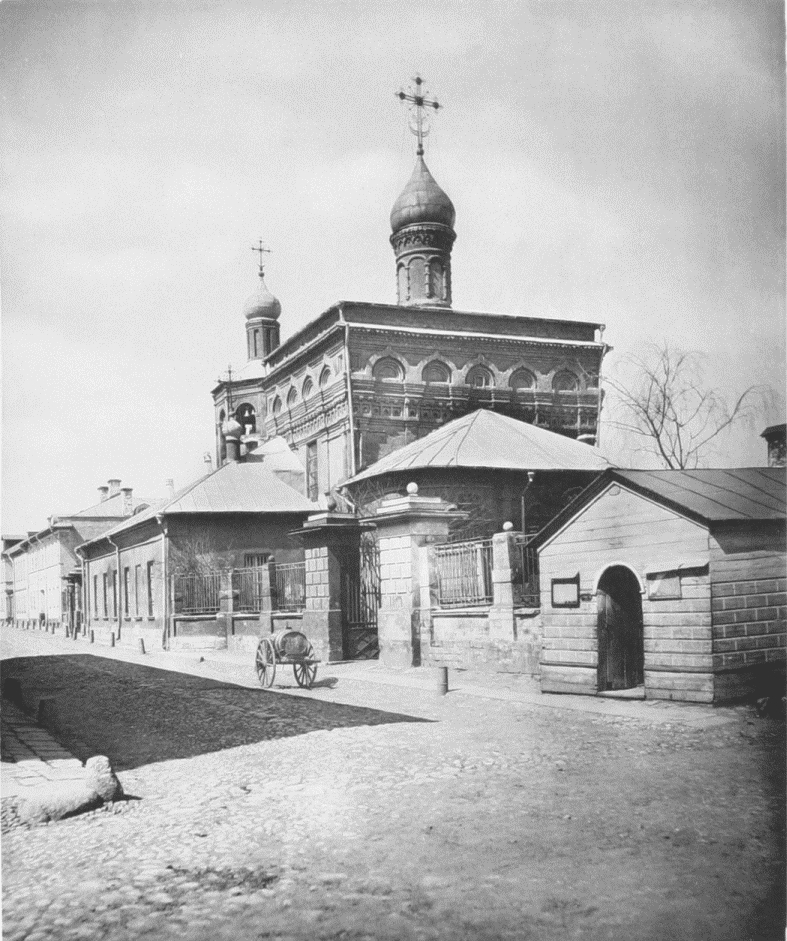
Храм в 1880-х годах. Фотография из альбома Николая Найдёнова

- Священномученика Харалампия (не возобновлён)

## Духовенство
- Протоиерей Сергий Селезнёв, настоятель.
- Диакон Димитрий Боград, штатный клирик прихода храма[4].

## Святыни
- Копия иконы из прежнего храма «Собор Всех Святых» (оригинал в Третьяковской галерее), Феодоровская икона Божией Матери[5].